# Cirsium vulgare
Cirsium vulgare es una especie de cardo del género Cirsium en la familia Asteraceae. Es nativa de Europa, Asia,  norte de África, y está introducida en América, donde se comporta como una maleza.

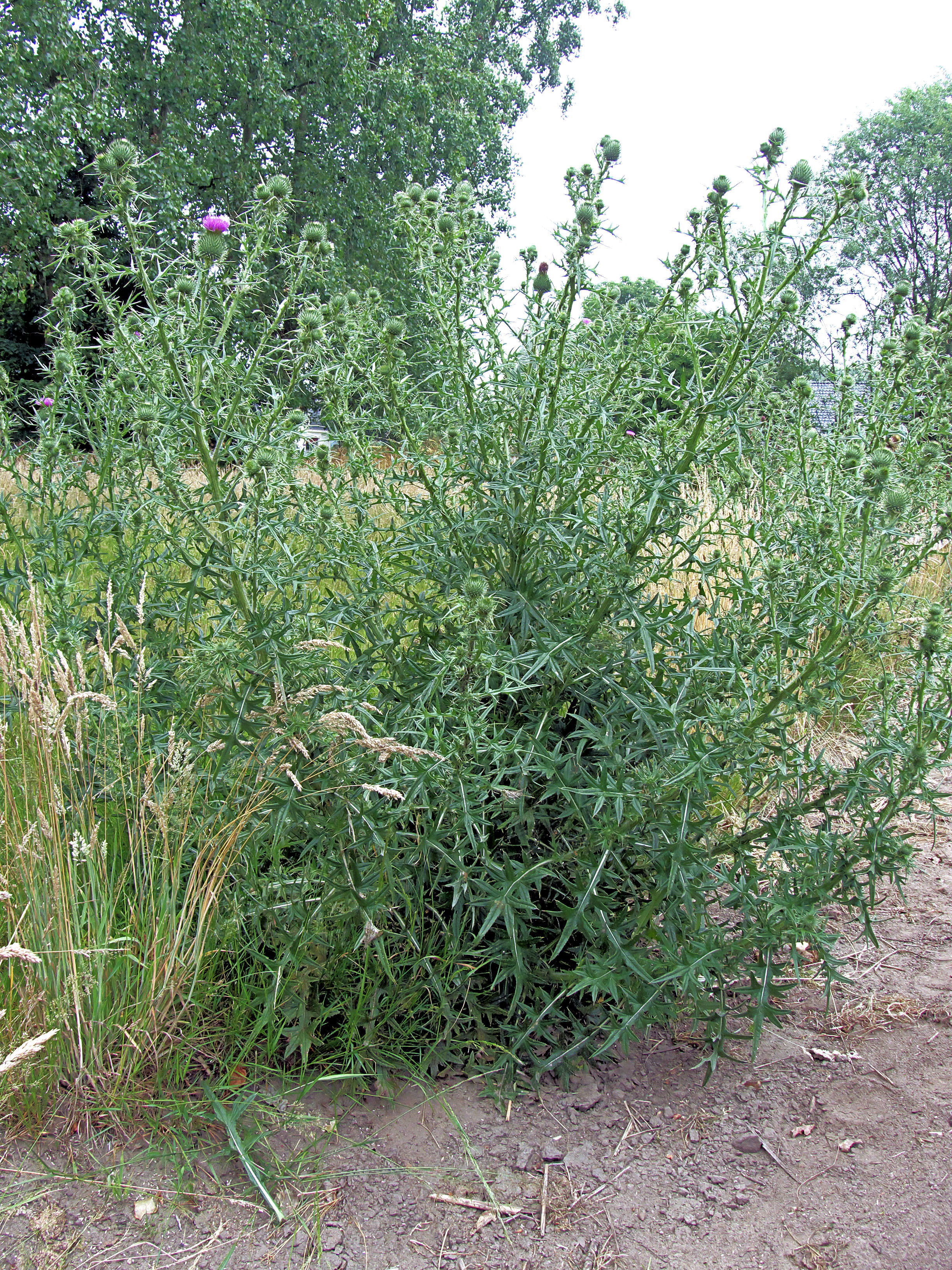
Vista general

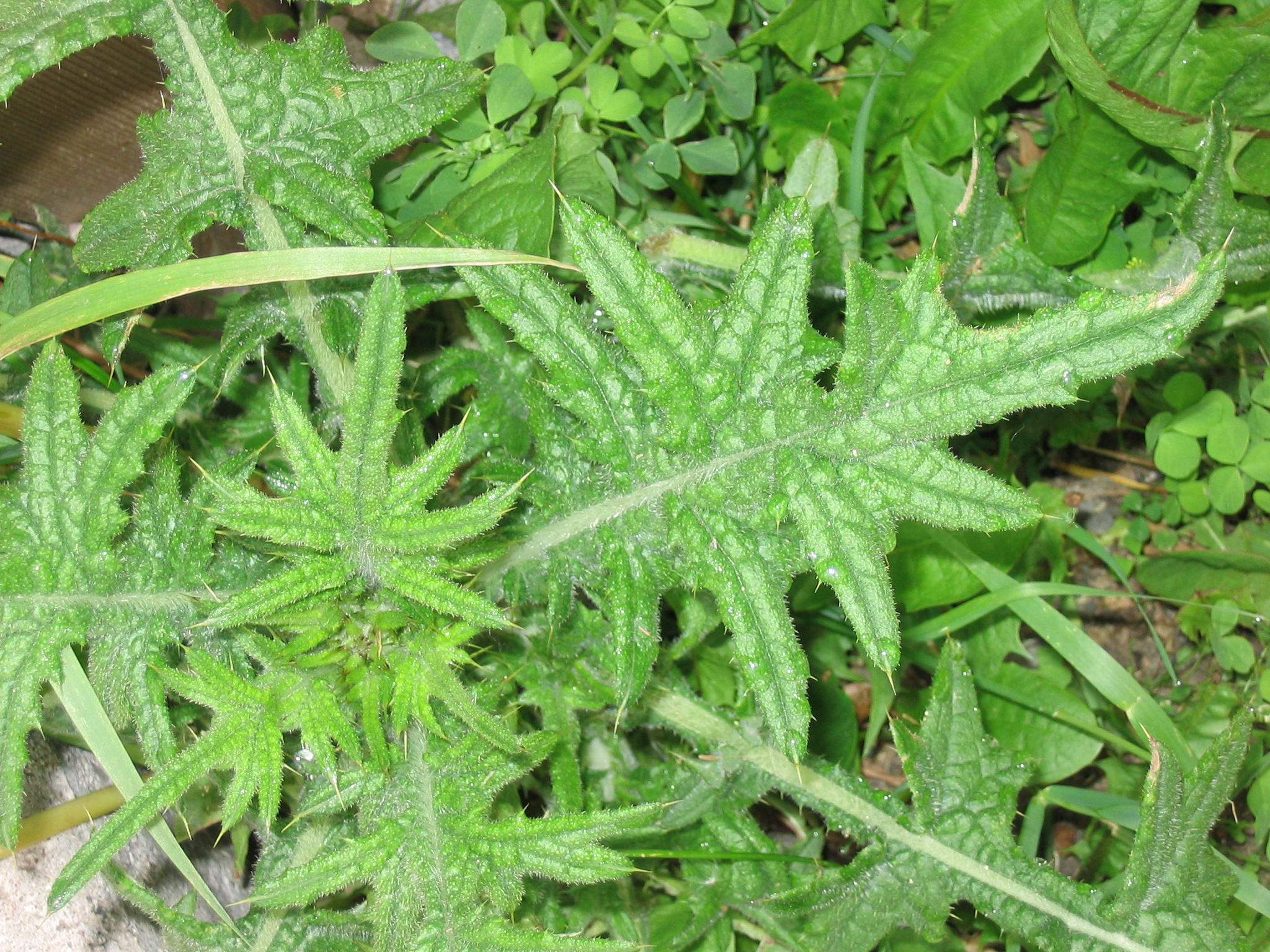
Hojas

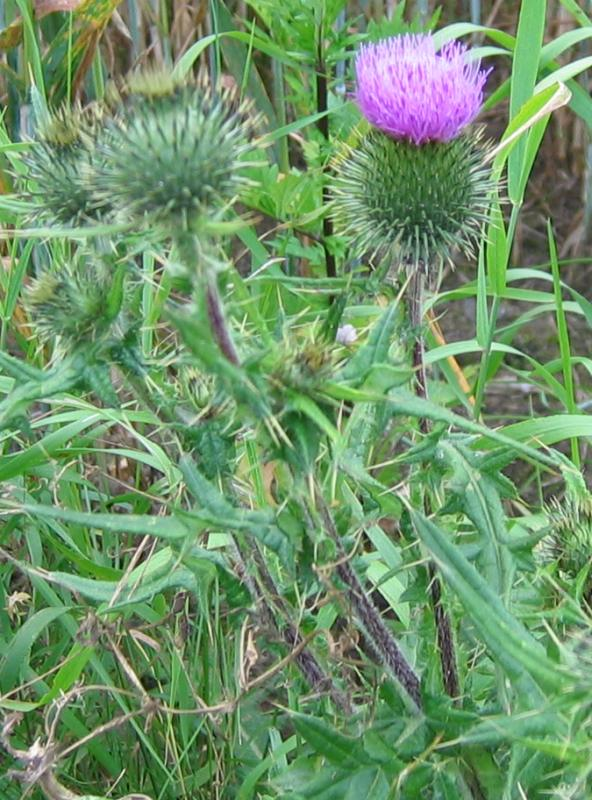
Capítulos en diversos estados de antesis

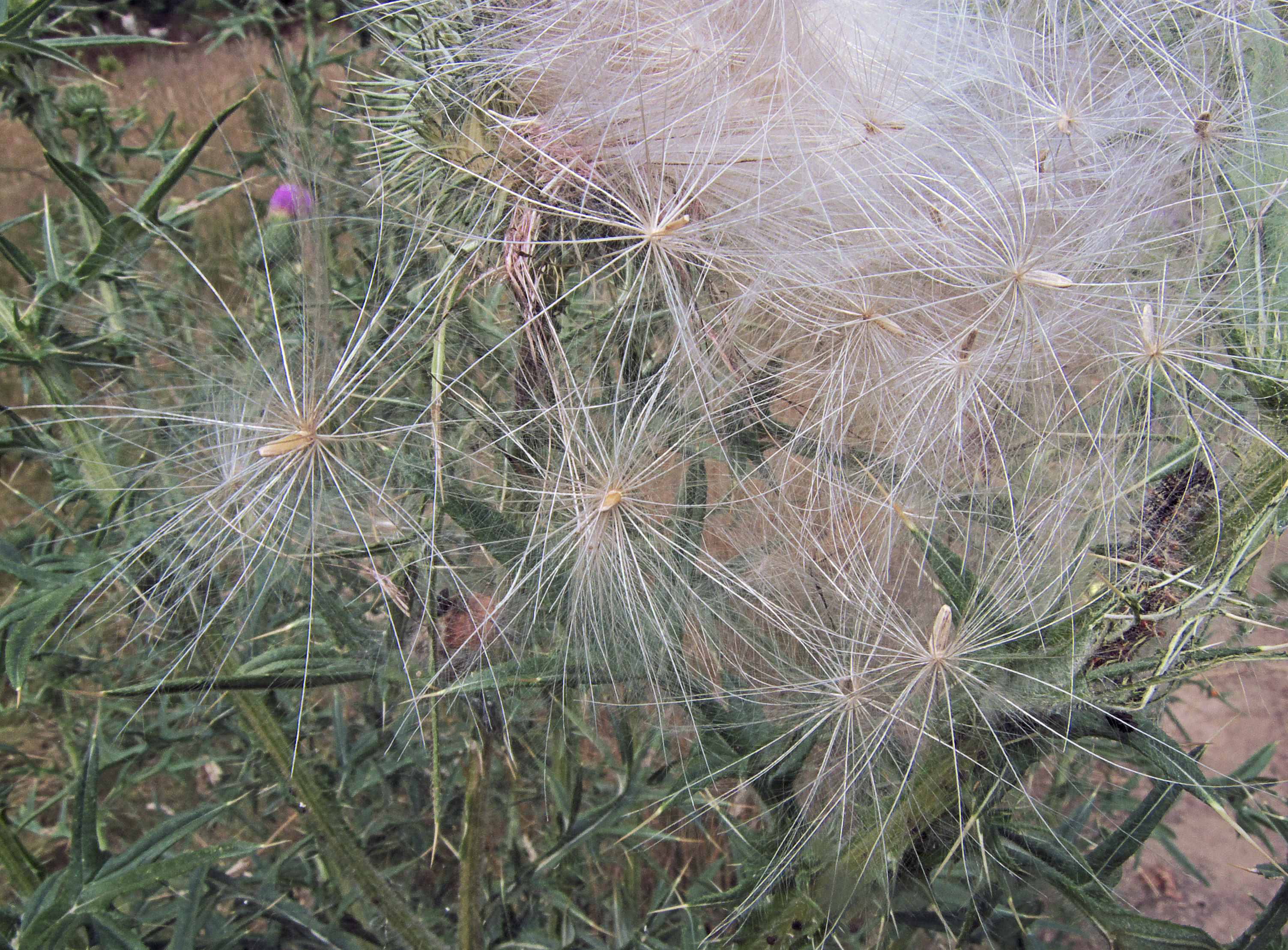
Cipselas sub-in situ

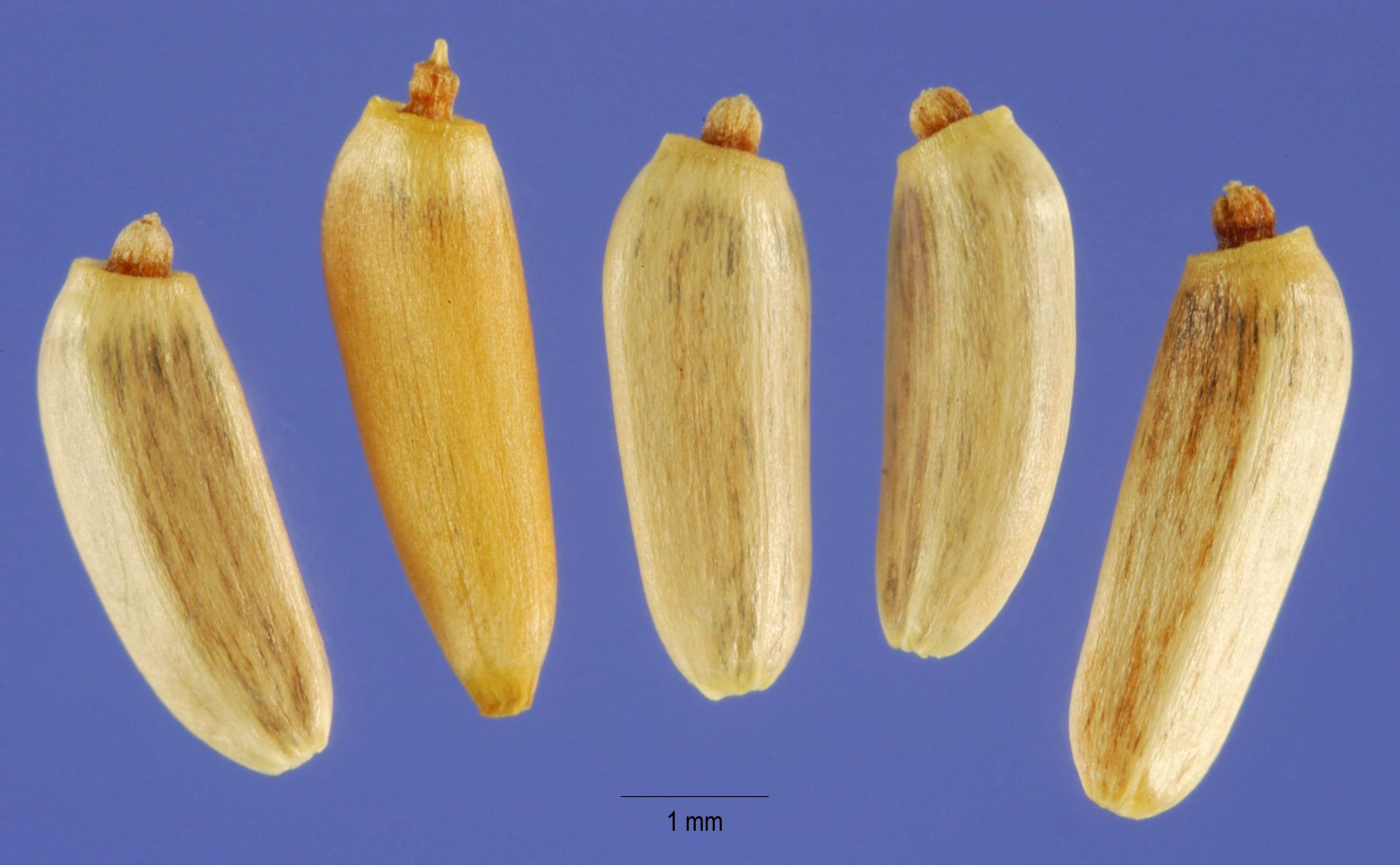
Cipselas sueltas desprovistas de su vilano plumoso caedizo

## Descripción
Se trata de un cardo bienal o perenne, rizomatoso, con tallos de hasta 2 m de altura, alados en toda su longitud, generalmente ramificados en la mitad superior. Las hojas tienen el haz cubierto de espinas cortas y desiguales y el envés generalmente aracnoideo; las inferiores pecioladas, oblanceoladas, ligeramente lobadas; las caulinares sesiles, largamente decurrentes, pinnatífidas. Los capítulos, sentados o cortamente pedunculados, tienen un involucro de 20-40 por 20-45 mm, acampanado, con brácteas lanceoladas, usualmente divergentes; las externas y medias con dorso aquillado y espina apical de 5-8 mm. Los flósculos, de color rosa a purpúreo tienen el tubo de 15-20 mm y el limbo de 9-12 mm dividido casi hasta la mitad en 5 lóbulos. Las cipselas, de 3,5-4,5 por 1-2 mm, son ovoideas, glabras, frecuentemente maculados de negro, con placa apical plana de borde entero y con nectario central persistente rodeado de un vilano de varias filas de pelos plumosos de 18-25 mm soldados en un anillo basal y caedizo en bloque.

## Taxonomía
Cirsium vulgare fue descrita primero por Gaetano Savi como Carduus vulgaris en  Flora Pisana, vol. 2, p. 241-242 en 1798, y atribuida posteriormente al género Cirsium por Michele Tenore y publicado entonces en Flora Napolitana, vol. 5, P. 209, 1835-1836.
Citología
Número de cromosomas: 2n=68
Etimología
Cirsium: nombre genérico derivado del latín cirsĭŏn, -ĭi —del griego χιρσός, -ον, varices—  vocablo que usa Plinio el Viejo (Naturalis Historia, 27, 61) para identificar un cardo que se utiliza para el tratamiento de este tipo de dolencia. En los tiempos modernos, el botánico francés Joseph Pitton de Tournefort (1656 - 1708) ha derivado el nombre genérico Cirsium.
vulgare: epíteto latino que significa "común".
Sinonimia
- Lista completa de los sinónimos de Cirsium vulgare
  - Cirsuium vulgare silvaticum (Tausch) Arènes=
    - Carduus nemoralis E.H.L.Krause
    - Cirsium silvaticum Tausch[6]

## Nombres comunes
- Castellano: cardencha, cardillo, cardo (6), cardo borrical, cardo borriquero (3), cardo borriqueño (2), cardo burral, cardo burrero (2), cardo burreru, cardo burreño (2), cardo burriquero, cardo común, cardo de abalorio, cardo gochero, cardo hormiguero, cardo lechar, cardo silvestre, cardu borriqueru, carroncha, lloba carda. Las cifras entre paréntesis indican la frecuencia del uso del vocablo en España.[7]